# São Carlos (Porto Velho)
São Carlos é um distrito do município brasileiro de Porto Velho, capital do estado de Rondônia. Segundo o censo demográfico de 2022, realizado pelo Instituto Brasileiro de Geografia e Estatística (IBGE), sua população era de 1 176 habitantes e havia 379 domicílios particulares permanentes ocupados. Foi criado pela resolução nº 122 de 21 de novembro de 1985.
De acordo com o IBGE, em 2010 a população era de 2 001 habitantes e havia 569 domicílios particulares.